# Indopacifiskt öresvin
Indopacifiskt öresvin (Tursiops aduncus) är en däggdjursart som först beskrevs av Ehrenberg 1833.  Tursiops aduncus ingår i släktet Tursiops och familjen delfiner. IUCN kategoriserar arten globalt som otillräckligt studerad. Inga underarter finns listade i Catalogue of Life.
Populationen räknades tidigare till vanligt öresvin (Tursiops truncatus) och godkänns sedan tidig 2000-talet som självständig art.

## Utseende
Arten når en absolut kroppslängd (inklusive stjärtfena) av upp till 2,5 meter och en vikt av 115 till 220 kilogram. Den liknar allmänt det vanliga öresvinet i utseende. Hanar är vanligen större än honor. Indopacifiskt öresvin har liksom andra medlemmar av samma släkte 20 till 28 tänder i varje sida av över- och underkäken. I motsats till vanligt öresvin är artens nos smalare och mera långsträckt och dess melon är mindre. Bröstfenorna är hos indopacifiskt öresvin större i jämförelse till bålen.

## Utbredning och habitat
Som namnet antyder förekommer arten i Indiska oceanen och i västra Stilla havet samt i tillhörande bihav. Den vistas alltid nära kusterna. Utbredningsområdet sträcker sig från Sydafrika över östra Afrika, Arabiska halvön, Indien och Sydostasien till Australien, Salomonöarna och Japan. Vid Australiens södra kust lever den ny beskrivna arten Tursiops australis.

## Ekologi
Individerna bildar flockar där även andra delfinarter kan ingå. De äter fiskar och havslevande ryggradslösa djur.
Flocken har vanligen 5 till 15 medlemmar. Arten syns mera sällan på vattenytan jämförd med vanligt öresvin och den är mindre livlig. Den jagar med hjälp av ekolokalisering och därför är hörseln väl utvecklad. Däremot har indopacifiskt öresvin sämre syn. Arten jagar ofta på morgonen och på kvällen. Individer som hölls i fångenskap åt varje dag 6 till 7 kg fisk. Detta öresvin jagas själv av olika stora och medelstora hajar.
Hanar som vill para sig bildar ofta mindre flockar med upp till tre individer som letar efter liknande flockar med honor. Honor kan para sig hela året med de flesta ungar föds under varma årstider, september till januari på södra jordklotet. Dräktigheten varar ungefär ett år och sedan föds allmänt en enda unge som väger 9 till 12 kg vid födelsen och som är 0,8 till 1,1 m lång. Ungar som föddes i fångenskap diade sin mor cirka 18 månader men hos vilda individer slutar honor först efter cirka 32 månader med digivning. Vanligen stannar ungen ytterligare ett till två år nära modern. Honor blir könsmogna efter 7 till 12 år och hanar efter 9 till 13 år.
I naturen lever indopacifiskt öresvin ofta 19 till 26 år och vissa individer blir lite över 40 år gamla. En hona i fångenskap blev 49 år gammal.

## Bildgalleri

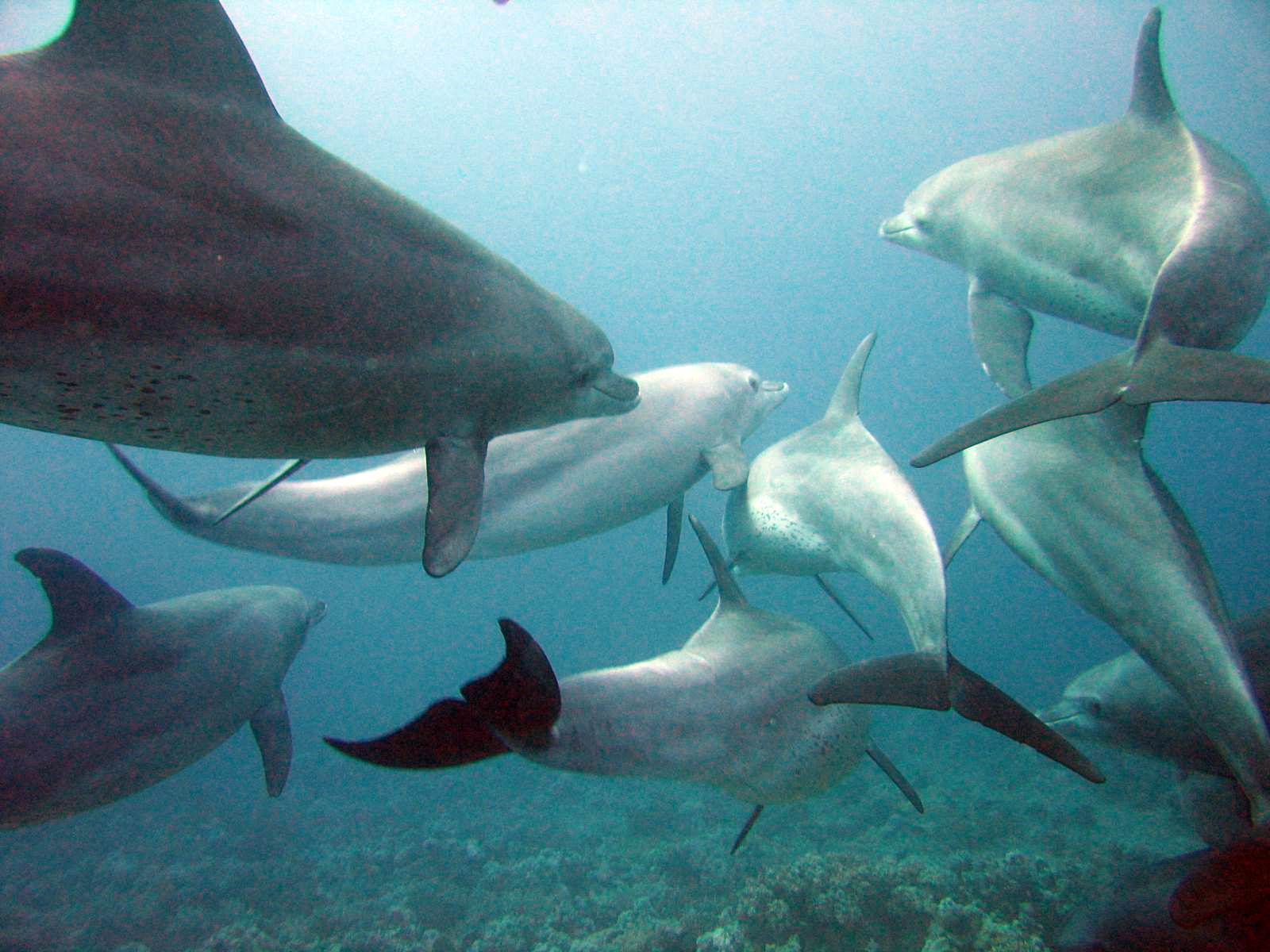
Flock i Röda havet.
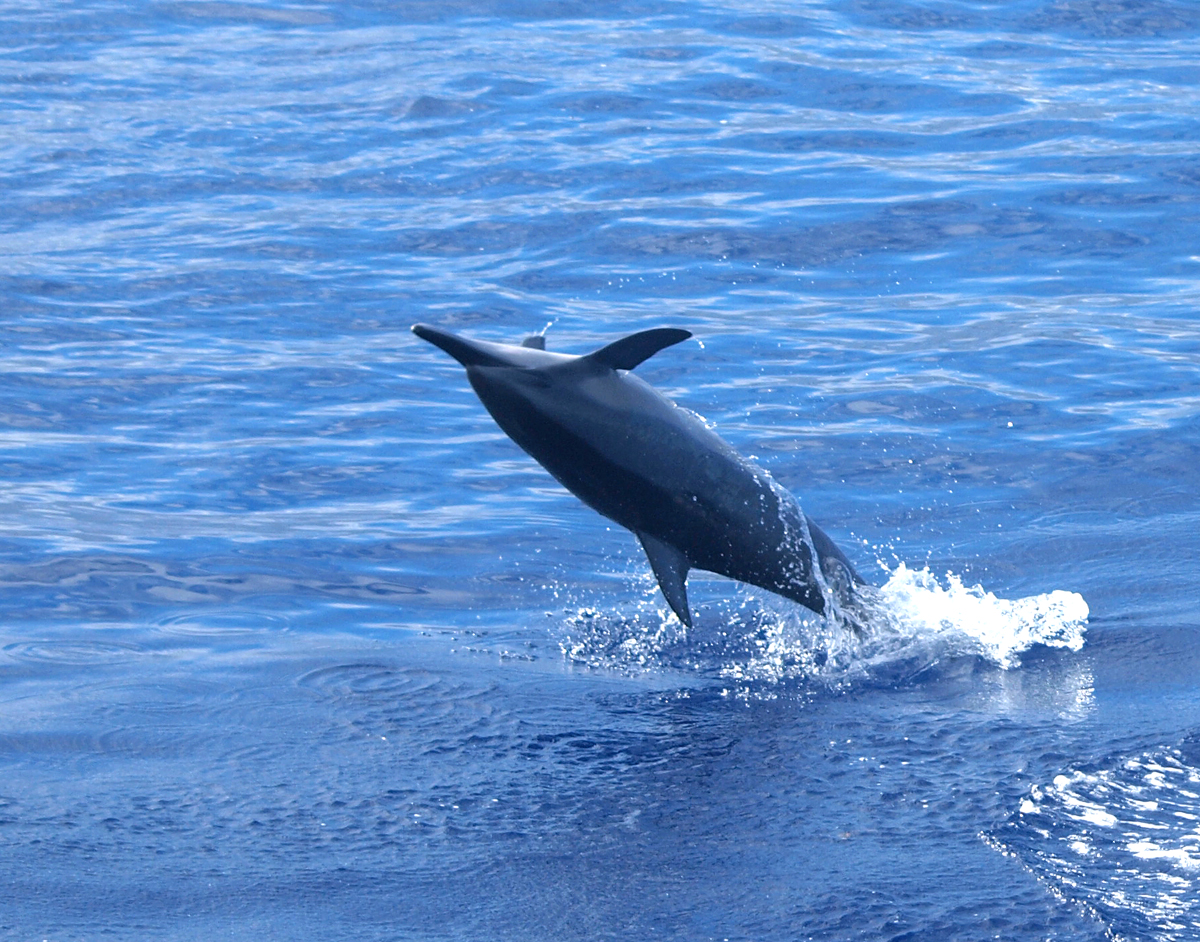
Hoppande individ.
Storleksjämförelse mellan Indopacifiskt öresvin och en medelstor människa.